# Ngarka-Tab"jacha
La Ngarka-Tab"jacha (in russo Нгарка-Табъяха?) è un fiume della Russia siberiana occidentale, affluente di destra della Tab"jacha. Scorre nei rajon Purovskij e Nadymskij del Circondario autonomo Jamalo-Nenec.
Nasce nella parte settentrionale del bassopiano siberiano occidentale, scorre con direzione mediamente nord-orientale in una zona paludosa ricca di laghi. Ha una lunghezza di 226 km, il bacino è di 3 940 km²; sfocia nella Tab"jacha a 53 km dalla foce. 